# Xylocoris vicarius
Xylocoris vicarius är en insektsart som först beskrevs av Reuter 1884.  Xylocoris vicarius ingår i släktet Xylocoris och familjen näbbskinnbaggar. Inga underarter finns listade i Catalogue of Life.